# Temno sonce
Temno sonce je slovenski mladinski roman, ki ga je napisala Nejka Omahen. Gre za njen sedmi roman. Prvega, z naslovom Silvija je izdala kot gimnazijka, leta 1999. Sledili so Življenje kot v filmu (2000), po katerem je posnet tudi istoimenski film, Dež (2001), Veliko srce (2002), Prigode Poprove Pipi (2004), Spremembe, spremembe (2007) ter Oh ta kriza! (2010).

## Vsebina
Roman govori o sedemnajstletni Adelini, ki rada žura s prijateljicami, se oblači v črno in se ne razume s starši. Njeno razburljivo najstniško življenje se ustavi, ko se, po praznovanju osemnajstega rojstnega dne sestrične Jessy, pijane vračajo domov. Za volan sede njena najboljša prijateljica Tina, ki še nima vozniškega izpita, ampak že zna voziti. Na ljubljanski obvoznici se jim pripeti huda prometna nesreča, v kateri Adelina izgubi vid. Po okrevanju v bolnišnici se preseli na podeželje k teti in stricu, saj je za starše prevelik zalogaj. Vsi skupaj menijo, da se bo na novo življenje v temi lažje navadila v miru in naravi kot pa v vrvežu Ljubljane. Nihče pa za mnenje ne vpraša Adeline, ki se zelo težko prilagaja na slepoto, novo okolico in življenje brez prijateljic. Pokaže se njena trma, ne prizna si, da mora spremeniti način življenja in se naučiti novih veščin. Družbo ji delajo pes As, dvanajstletna Marjanca, in Martin, ki velja za grdega in je mogoče malo zaljubljen v Adelino.

## Izdaje
- Temno sonce, DZS, 2009 (COBISS)